# میبل، چاقالو و قانون
میبل، چاقالو و قانون (انگلیسی: Mabel, Fatty and the Law) فیلمی کوتاه به کارگردانی راسکو آرباکل محصول سال ۱۹۱۵ کشور ایالات متحده آمریکا است.

## بازیگران
- راسکو آرباکل
- میبل نورماند
- هری گریبن
- مینتا دارفی
- جو بوردو
- گلن کاوندر
- جوزف سوئیکارد
- آلیس دونپورت
- ال سنت جان
- فرانک هیز